# ركبة امشحيطات (مدحاء)
ركبة امشحيطات منطقة سكنية تقع في ولاية مدحاء، التابعة لمحافظة مسندم في سلطنة عمان. يقدر عدد سكانها بـ 8 نسمة حسب إحصاء عام 2010 التابع للمركز الوطني للإحصاء والمعلومات الحكومي. رمز المنطقة هو 30410031.

## الوصلات الخارجية
- المركز الوطني للإحصاء والمعلومات، سلطنة عمان